# 小行星66846
小行星66846（66846 Franklederer）是一颗绕太阳运转的小行星，为主小行星带小行星。该小行星于1999年11月发现。
該小行星以美國發明家路易斯·富蘭克林·勒德勒（Louis Franklin Lederer）命名。

## 轨道参数
小行星66846的轨道半长轴为412,397,712 km（2.7566692 UA），离心率为0.309。